# Установка підготовки Хаззан
Установка підготовки Хаззан — складова частина облаштування родовища нетрадиційного газу в Омані.
Ще у 2000 році в центральному нафтогазопромисловому регіоні Оману виявили гігантське газове родовище Хаззан. Його ресурси пов'язані з пісковиками низької проникності, тому введення в розробку відбулось лише у 2017-му. При цьому в межах проєкту запустили установку підготовки, яка має дві лінії пропускною здатністю по 14,8 млн м3. У 2020-му в межах другого етапу (відомого як Газір) стала до ладу третя лінія, здатна щодоби приймати 14,1 млн м3. При роботі на проєктній потужності установка може вилучати до 65 тисяч барелів конденсату на добу.
Товарний газ подається до району Сайх-Ніхайда, де можливий доступ до трубопроводів Сайх-Ніхайда – Дукм та Сайх -Ніхайда — Калхат. Для цього проклали перемичку довжиною 60 км та діаметром 900 мм.
Вилучений конденсат по перемичці довжиною 68 км та діаметром 300 мм транспортується в район газопереробного заводу Їбал, де потрапляє в раніше споруджену систему нафтопроводів.